# Pourriture annulaire
Clavibacter sepedonicus

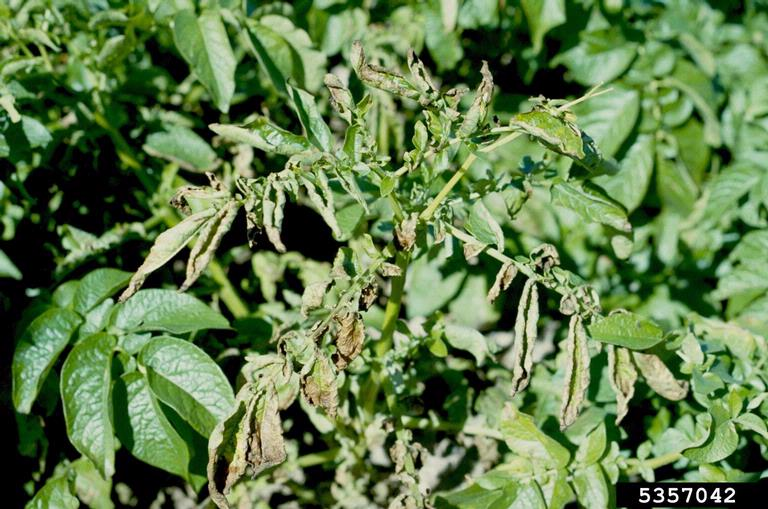
Pied de pomme de terre atteint de flétrissure bactérienne.

La pourriture annulaire, ou flétrissement bactérien de la pomme de terre, est une maladie bactérienne de la pomme de terre causée par une bactérie Gram positif, Clavibacter sepedonicus auparavant dénommée Clavibacter michiganensis subsp. sepedonicus. Cette maladie, présente sporadiquement en Europe (éradiquée en France), provoque des dégâts importants en Amérique du Nord et en Russie. En l'absence de traitement efficace ou de cultivar résistant, la lutte repose avant tout sur la sélection de plants indemnes de l'agent responsable.

## Symptômes
Les symptômes d'une infection provoquée par Clavibacter sepedonicus se manifestent  sur les feuilles et sur les tubercules.
On constate sur les feuilles un jaunissement du bord du limbe qui vire ensuite au brun donnant l'impression que le feuillage a été brûlé.
Les tubercules pourrissent de l'intérieur, ne laissant parfois qu'une coquille vide.
La pourriture des tubercules est le symptôme le plus fréquent.

## Dissémination
La diffusion de cette maladie se fait par le biais des sols contaminés, des semences infectées, des eaux de lavage, des restes de pommes de terre infectées, etc.
Elle peut survivre plusieurs années sur les murs des magasins, sur les emballages et les sacs, etc.
Sur les équipements mécaniques, elle peut survivre au moins un mois dans des conditions sèches.
Elle est aussi capable d'hiverner dans le sol en association avec des débris de plantes.
Les terres infectées ne peuvent pas porter de cultures sensibles pendant plusieurs années.
Les États-Unis, le Canada, ainsi que plusieurs pays de l'Union européenne et du Moyen-Orient, entre autres,  n'ont pas réussi à éradiquer cet agent pathogène.

## Réglementation
Clavibacter sepedonicus est un agent pathogène des plantes, affectant seulement les pommes de terre, et soumis en Europe au statut d'organisme de quarantaine.
Cette bactérie est présente dans certaines parties de l'Europe, où elle est soumise à un contrôle réglementaire dans le cadre de la Directive du Conseil 93/85/CEE du 4 octobre 1993 concernant la lutte contre le flétrissement bactérien de la pomme de terre. Cela signifie que si la maladie apparaît quelque part elle doit être maîtrisée et si possible éradiquée. Si nécessaire, des interdictions sont édictées afin de prévenir toute nouvelle expansion de la maladie.
Les pertes économiques pourraient être importantes si la maladie venait à s'établir en Europe plus qu'elle ne l'est actuellement. Les pertes sont liées aux diminutions effectives de rendement ainsi qu'aux mesures réglementaires prises pour éliminer la maladie.